# Navadni kokalj
Navadni kokalj (znanstveno ime Agrostemma githago) je enoletni žitni plevel iz družine klinčnic (Caryophyllaceae), ki ima rožnate do vijolične cvetove z dvema do tremi prekinjenimi črtami na vsakem cvetnem listu. Zraste do 1 m v višino.
Črna semena so rahlo strupena (vsebujejo saponine), zmleta z žitom povzročajo zastrupitev. V Sloveniji uspeva od nižin do montanskega pasu, a je bil s herbicidi skoraj povsem iztrebljen.